# Enicospilus justus
Enicospilus justus är en stekelart som först beskrevs av André Seyrig 1935.  Enicospilus justus ingår i släktet Enicospilus och familjen brokparasitsteklar. Inga underarter finns listade i Catalogue of Life.